# Пандо Типов
Пандо Константинов Типов е български комунистически активист.

## Биография
Роден е в 1902 година в голямото костурско българско село Загоричани, тогава в Османската империя, днес Василиада, Гърция. Като млад още емигрира в Свободна България. За кратко ходи на гурбет в Румъния и в Америка, но се връща в София и работи като търговски служител. В 1922 година става член на Българската комунистическа партия (т. с.). След Септемврийското въстание от 1923 година емигрира във Франция, където също се занимава с политически активизъм и става член на Френската комунистическа партия.
В 1926 година по искане на БКП се завръща в България, където активно се включва в нелегалната дейност на партията. Типов организира разширената нелегална конференция край Владая в 1928 година, на която присъстват делегати на целия софийски индустриален район. След големия провал на БКП от същата година е арестуван и е част от процеса на 52-мата. В затвора е подложен на инквизиции и на 10 септември 1928 година полумъртъв е хвърлен от третия етаж на Дирекцията на полицията, след което е обявено, че се е самоубил.